# Mormyrops caballus
Mormyrops caballus es una especie de pez elefante eléctrico perteneciente al género Mormyrops en la familia Mormyridae presente en varias cuencas hidrográficas de África, entre ellas los ríos Sanaga, Nyong, Bénoué, Konkouré, Sewa y Jong. Es nativa de Camerún, Guinea, Sierra Leona y Níger;  y puede alcanzar un tamaño aproximado de 46,0 cm.

## Estado de conservación
Respecto al estado de conservación, no existen antecedentes disponibles en los registros de la IUCN. 